# Навабгандж (зіла)
Навабгандж (бенгальська: চাঁপাইনবাবগঞ্জ) розташований у північно-західній частині Бангладеш. Він є частиною дивізіону Раджшахі, а раніше був підрозділом округу Малда. Північна та західна частина Чапай-Навабгандж межує з округами Малда та Муршидабад в Індії, східна – з округом Наогаон, а південний схід – з округом Раджшахі.

## Історія
Chapainawabganj був одним із підрозділів колишньої Раджшахі зіла. Чапай Навабгандж був частиною стародавньої столиці Гуру. Кажуть, що ця територія мала стратегічне та комерційне значення через своє розташування в місці злиття річок Махананда та Ганг. Через його важливість Аліварді Хан заснував місто Новабгандж, яке з часом стало відомим як Навабгандж. До 1947 року Навабгандж був тханою округу Малда, Індія.
Ворота Північної Бенгалії, Мальда колись була столицею Гур-Банга з 3456 км2 землі, класифікованої як Тал, Діара та Барінд. Мальда чекає на появу туристів і людей, які цікавляться археологами, з її багатством, яким можна насолоджуватися, і величезним потенціалом, який потрібно дослідити.

## Географія
Навабгандж — найзахідніший район Бангладеш. Раджшахі та Наогаон знаходяться на сході, а на індійському боці - Мальда в Західній Бенгалії, решта Індії — на півночі. Західна сторона оточена річкою Падма та районом Мальда та Муршидабад Західної Бенгалії (Індія), Індія знаходиться на південній стороні. Навабгандж розташований між широтою 24'22-24'57 і довготою 87'23-88'23.
Навабгандж (район Раджшахі) має площу 1702,55 км2. По цій території протікає багато річок. Головні річки — Ганг і Махананда.

#### Річка Падма
Річка Ганг бере початок у Гімалаях і протікає через Північну та Східну Індію. Потім ця річка впадає в Бангладеш біля Шібгандж і отримує назву Падма. Дамба Фаракка була побудована в 10 милях вище за течією від місця, де Падма входить до Бангладеш, що знизило рівень води в Падмі. Але все ж у сезон дощів ця річка стає дуже небезпечною, оскільки рівень води стає високим і затоплює територію поблизу.

#### Річка Махананда
Річка Махананда входить до цього району через Бхолахат Упозілла, протікає через район і впадає в річку Падма в районі Годагарі, район Раджшахі. Місто Навабгандж розташоване на березі цієї річки, і економіка цього району теж є рушієм цієї річки.

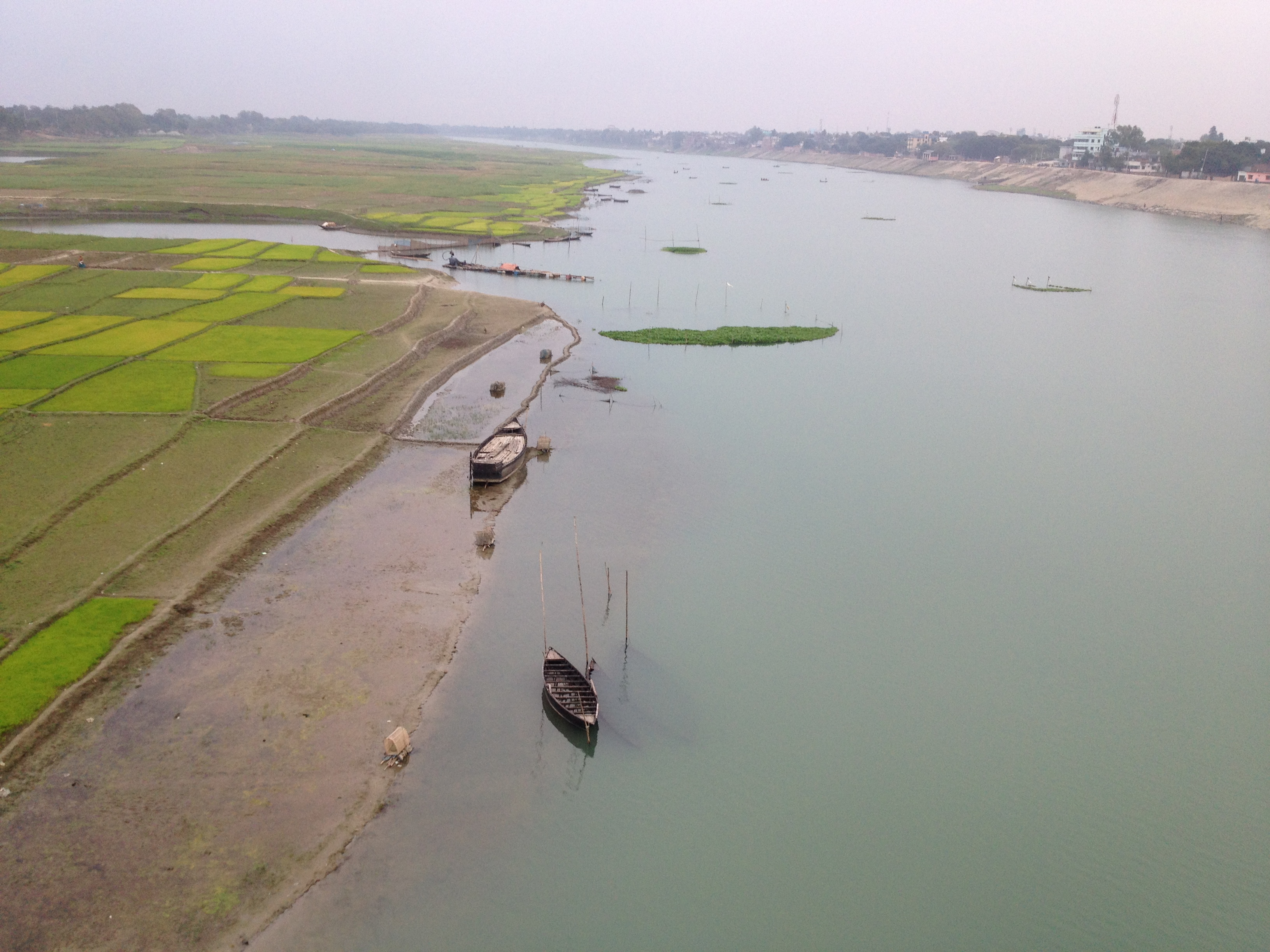
Річка Махананда – вид з мосту Капітана Джахангіра в районі Чапайнавабгандж

#### Пагла
Річка Пагла також тече з Індії і впадає в Бангладеш у цьому районі в Таттіпурі, Мораганга (мертві гангі). Пропливши милю, вона змішується з річкою Махананда.

#### Річка Пунарбхаба
Річка Пунарбхаба протікає через Дінаджпур і Наогоан у Бангладеш, а потім впадає в Чапайнавабгандж.

## Клімат
Чапайнабгандж знаходиться дуже близько до великого міста Раджшахі, і клімат обох районів дуже близький. Відповідно до кліматичної класифікації Кеппена Раджшахі має тропічний вологий і сухий клімат. Клімат Раджшахі зазвичай характеризується мусонами, високою температурою, значною вологістю та помірними опадами. Жаркий сезон починається на початку березня і триває до середини липня. Максимальна середня температура спостерігається приблизно в квітні, травні, червні та липні, а мінімальна температура, зареєстрована в січні, становить приблизно від 7–16 °C. Найбільше опадів випадає в мусонні місяці. Річна кількість опадів в районі становить близько 1 448 міліметрів.

## Демографія
За даними перепису населення Бангладешу 2011 року, населення округу Чапай Навбгандж становило 1 647 521 осіб, з яких 810 218 чоловіків і 837 303 жінки. Сільське населення становило 1 327 243 особи (80,56%), а міське – 320 278 осіб (19,44%). Район Навабгандж мав рівень грамотності 42,94% для населення віком від 7 років: 41,55% для чоловіків і 44,27% для жінок.

## Пам'ятки

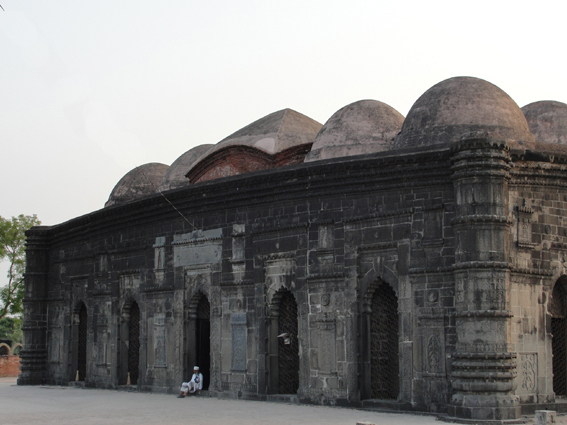
Сона Масджид (вид спереду)

Однією з найкрасивіших пам’яток періоду султанату є мечеть Чхота Сона або мечеть Сона в Гаурі в Чапайнавабганджі, побудована Валі Мухаммадом під час правління султана Алауддіна Хусейн Шаха (1493–1519). Спочатку він був покритий 15 позолоченими куполами, включно з 3 куполами Чаучала в середньому ряду, від яких він отримав свою цікаву назву. Біля цієї мечеті спочив великомученик Бірсрестха, капітан Мохіуддін Джахангір.

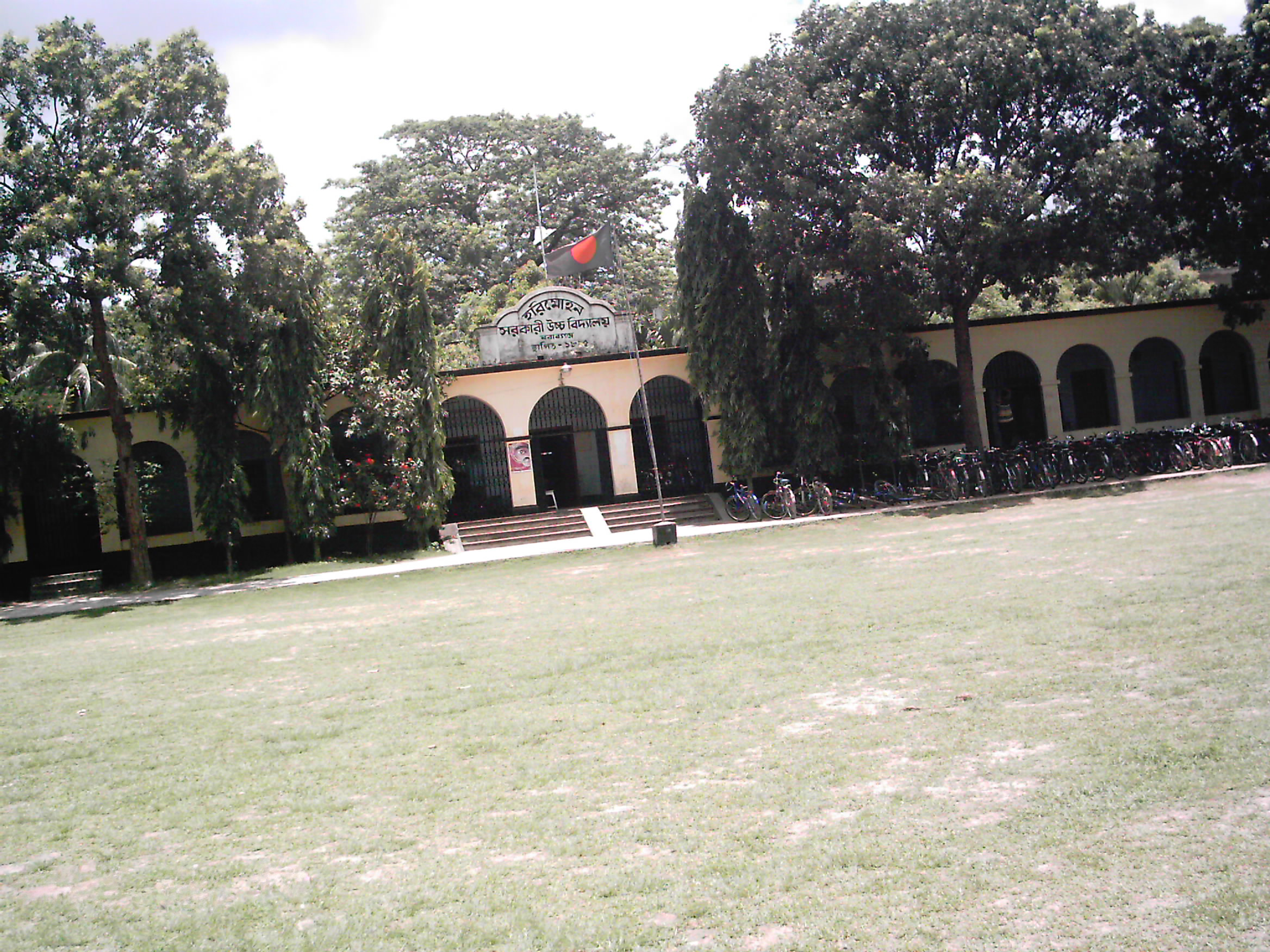
Harimohon Govt. Вища школа

## Адміністративно-територіальний поділ
Район Чапайнавабгандж складається з п'яти Упазіл:
1. Бхолахат Упазіла
2. Гомастапур Упазіла
3. Наколе Упазіла
4. Чапайнавабгандж Садар Упазіла і
5. Шибгандж Упазіла.

Є чотири муніципалітети
1. Муніципалітет Чапайнавабгандж
2. Муніципалітет Шибгандж
3. Муніципалітет Роханпур
4. Муніципалітет Нахоле